# テセオ・テセイ
テセオ・テセイ （Teseo Tesei、1909年 - 1941年7月26日）は、イタリア王立海軍の士官である。第二次世界大戦中に「マイアーレ」(イタリア語で豚の意）と呼ばれた人間魚雷を開発した。

## 生涯
1925年、リヴォルノのイタリア海軍兵学校（en）を卒業。
1929年、「人間魚雷」というアイデアを第一次世界大戦末期にオーストリア＝ハンガリー帝国海軍戦艦フィリブス・ウニティスを撃沈した人間魚雷から発想した。
1931年に彼はリヴォルノの海軍大学に入学し、設計に関する彼の才能を発揮。エリオス・トスキと共に「低速走行魚雷」"Siluro a lenta corsa" (SLC)、後に「マイアーレ」と呼ばれ、イギリス海軍にも"チャリオット"の名でコピーされる人間魚雷を開発する。因みにこの「豚」を意味する「マイアーレ」という渾名は操縦が困難で、訓練中教官が「豚にしがみつけ！」と叫んだことから由来している。
1936年にマイアーレの攻撃能力、構造を改良し、水面下を2時間潜航できるように改良した。このマイアーレは後の第二次世界大戦ではアレクサンドリア港攻撃でヴァリアント、クイーン・エリザベスを沈める功績等を残した。しかし彼自身も1941年に参加したマルタ島のイギリス海軍の襲撃計画において命を落とす。
死後、その功績により武功黄金勲章（en）を追贈された。
現在のイタリア海軍の特殊部隊であるCOMSUBIN (Comando Raggruppamento Subacquei ed Incursori Teseo Tesei)は彼の名に因み名付けられた。